# Santa Bárbara
Santa Bárbara este un oraș în statul Bahia (BA) din Brazilia.